# Elecciones estatales del Sarre de 1947
La elección estatal del 5 de octubre de 1947 fue la primera elección en el Protectorado del Sarre, y en ella se eligió a los miembros de la primera legislatura del Parlamento Regional del Sarre. Desde 1947, el Sarre era un territorio autónomo bajo protección francesa. Las elecciones de 1947 fueron las primeras elecciones libres de un parlamento sarrense desde 1935.
Sólo cuatro partidos fueron admitidos, los cuales existían solo en Sarre y no tenían ninguna relación con los partidos alemanes, pero que se basaban y posteriormente se fusionarían en ellos (tras la anexión del Sarre a Alemania).  En particular, no se permitió ninguna rama de los partidos de la República Federal. Las opciones eran el conservador Partido Popular Cristiano del Sarre (CVP), el Partido Socialdemócrata del Sarre (SPS), el liberal Partido Democrático de Sarre (DPS) y el Partido Comunista de Sarre (KP). El claro vencedor fue el CVP que ganó 28 de los 50 escaños. Después de la elección, el CVP y el SPS formaron un gobierno encabezado por el primer ministro Johannes Hoffmann (CVP).
Una ley promulgada por el gobierno militar decretó que solo podían ejercer su derecho a voto los ciudadanos que hubieran residido al menos los últimos 10 años en Sarre. Como resultado, alrededor de 35.000 personas fueron privadas de su derecho a voto. Por otra parte, los antiguos miembros del NSDAP y otras organizaciones nazis tampoco pudieron votar. Podían ejercer su derecho a voto 520.855 personas, la participación fue del 95,7%. De los 498.627 votos emitidos, 49.062 (9,8%) fueron inválidos.

## Resultados
Los resultados fueron:
| Partido | Partido | Votos   | %    | Escaños |
| ------- | ------- | ------- | ---- | ------- |
|         | CVP     | 230.082 | 51,2 | 28      |
|         | SPS     | 147.292 | 32,8 | 17      |
|         | KP      | 37.936  | 8,2  | 2       |
|         | DPS     | 34.255  | 7,6  | 3       |